# Raymond Luca
Raymond Luca (n. 17 octombrie 1954, Sverdlovsk, RSFS Rusă, URSS, astăzi Ekaterinburg, Federația Rusă) este un politician român, ales ca deputat în legislatura 1992-1996, în județul Sibiu pe listele partidului PNL și ca senator în legislatura 2008-2012 în circumscripția pentru românii din afara granițelor.